# Espelho de corrente
Um espelho de corrente é um circuito projetado para copiar a corrente elétrica que passa em um dispositivo ativo por meio do controle da corrente em outro dispositivo ativo de um circuito, mantendo a corrente de saída constante, independentemente da carga. A corrente sendo 'copiada' pode ser, e às vezes é, uma corrente de sinal alternante. Conceptualmente, um espelho de corrente ideal é simplesmente um amplificador de corrente ideal. O espelho de corrente é usado para fornecer correntes de polarização e cargas ativas a circuitos. Também pode ser usado para modelar uma fonte de corrente realista (uma vez que não existem fontes de corrente ideais).
A topologia do circuito aqui abordado aparece em vários circuitos integrados monolíticos, tratando-se de um espelho de corrente de Widlar sem resistência emissora de degeneração no transístor de "output". Esta topologia só poderá ser feita num circuito integrado, uma vez que a combinação deve ser o mais aproximada possível, e não pode ser obtida com discretos.
Uma outra topologia é o espelho de corrente de Wilson. O espelho de Wilson resolve o problema de efeito de Early neste tipo de montagem.